# Schönau am Königssee
Schönau am Königssee är en kommun vid sjön Königssee i Landkreis Berchtesgadener Land i det tyska förbundslandet Bayern. Schönau am Königssee, som är beläget i sydöstra Oberbayern, har cirka 5 700 invånare.